# Days Go By (musikalbum av The Offspring)
Days Go By är det nionde studioalbumet av gruppen The Offspring och albumet släpptes i juni 2012. Days Go By är det första album med bandet som innehåller trumspår av Pete Parada, även om trumslagaren Josh Freese varit närvarande under inspelningarna liksom han varit under bandets två tidigare album. Det var under turnén med deras föregående album Rise and Fall, Rage and Grace som The Offspring började skriva nytt låtmaterial. I en intervju från maj 2009 avslöjade Noodles att Dexter Holland ännu en gång hade samarbetat med Bob Rock och Noodles sa även att bandet hade börjat titta bakåt på låtar som inte kommit med på tidigare album för att få inspiration. När albumet senare var färdigproducerat var de enda två låtarna som inte var helt nyskrivna "All I Have Left Is You" och "Dirty Magic". Holland sa senare att han inte hade för avsikt att albumet skulle ta lika lång tid att producera som Rise and Fall, Rage and Grace och han ville till en början att albumet skulle släppas under 2010. I samma månad sa Noodles att bandet tänkte börja spela in albumet under hösten 2009, men att de för tillfället enbart hade några demolåtar som de skulle se om de kunde göra något med. Den 18 februari 2010 lade bandet upp en länk till en webbkamera som visade hur bandet både skrev låtar och spelade in material till detta album. Holland avslöjade den 3 maj 2010 att bandet hade arbetat med flera olika låtar, som alla befanns sig i olika stadier och att bandet hade varit i studion varje dag under två veckors tid. Han avslöjade även att en av låtarna gick under namnet "It's All Good", men att det var osäkert om denna låt skulle komma med på albumet.
Bandet gjorde ett uppehåll från studioinspelningarna under sommaren 2010 för att istället turnera med 311 och The Offspring spelade för första gången den nya låten "You Will Find a Way" under en konsert i Las Vegas den 18 juni 2010. Den 5 oktober 2010 återvände The Offspring till studion och den 21 december samma år skrev Holland att de hade tillbringat de senaste veckorna i studion och att albumet förmodligen skulle släppas under 2011. Holland och Noodles avslöjade sedan i en av sina poddsändningar i januari 2011 att de hade arbetat med att få fram 12 eller 13 låtar till albumet och att de siktade på att albumet skulle kunna släppas i mars 2011. I senare poddsändningar, från mars och april 2011, sade Holland och Noodles att de hade tagit några veckor ledigt från studioinspelningarna och albumet förmodligen skulle bli klart innan sommaren det året. Bandet nämnde även ännu en gång att albumet skulle bestå av antingen 12 eller 13 låtar. Den 2 augusti 2011 berättade både Holland och Noodles under en poddsändning att de inte hade arbetat seriöst med albumet på ett tag, men att de var nära med att färdigställa albumet. Noodles sade att han inte trodde att albumet skulle hinna släppas under 2011, men att det inte heller skulle bli en liknande situation som Guns N' Roses hade med sitt album Chinese Democracy (där Guns N' Roses arbetade med detta album under 15 års tid). Noodles konstaterade sedan att albumet inte skulle släppas förrän under 2012.
Den 14 september 2011 skrev bandet att de ännu en gång skulle återvända till studion inom kort och de förväntade sig att färdigställa albumet inom de nästkommande två till tre veckorna. Den 5 januari 2012 skrev Noodles att albumet borde vara färdiginspelat till slutet av samma månad, men Holland sa istället att det skulle dröja till i slutet av februari innan albumet var klart. Samtidigt avslöjades fem arbetstitlar på nya låtar som förmodligen skulle vara med på albumet, där dessa arbetstitlar var "Anti War", "Anti Police", "Anti Religion", "Death" och "My Girlfriend Is a Bitch". Holland meddelade den 24 mars 2012 att albumet var färdiginspelat. Den första singeln, "Days Go By", hade premiär på radiokanalen KROQ:s program kallat The Kevin & Bean Show den 27 april 2012. Till albumet skapades det även en interaktiv fotokalender via Instagram, där det gick att lyssna på denna låt. "Days Go By" släpptes som singel i USA, Kanada, Tyskland, Österrike och Schweiz, medan i alla andra länder släpptes istället "Cruising California (Bumpin' In My Trunk)" som första singel. Den 25 maj 2012 avslöjade bandet hur framsidan på albumet såg ut.
Noodles har sagt att meningen bakom titeln Days Go By är att man ska kämpa på även om det inte ser ljust ut just för tillfället. Både han och Holland pratade även om att titeln berör den ekonomiska krisen 2008–2010 och hur den har påverkat folk i allmänhet. Den 19 juni 2012 släpptes albumet via Rolling Stone. På frågan varför bandet valde att spela in "Dirty Magic" igen (som från en början är med på Ignition från 1992) svarade Holland att de ville få nya fans att känna till låten, då bandet var stolta över den. Han känner sig även mer nöjd med den nya versionen av låten.
Albumet hade den 20 april 2012 ännu inte fått sin titel. Bandmedlemmarna hade vissa namnförslag och Noodles sade att titeln förmodligen skulle ha en koppling till en av låtarna på albumet. Noodles berättade även att albumet var färdigställt och att inga fler ändringar skulle göras. Noodles sade att flera av låtarna var snabba punkrockslåtar som påminde om de The Offspring hade spelat in 20 år tidigare. Noodles sade att en av låtarna var en överraskning för fansen, vilken han hoppades skulle uppskattas. Albumet spelades in i Huntington Beach i omgångar, där viss del av trummorna, mixningen och sången spelades in i Hollywood. Noodles sade att det berodde på att bandmedlemmarna hade en "behaglig atmosfär" i den studion. Både Parada och Freese spelade in trummorna för albumet. Anledningen till detta berodde på tillgänglighet, i och med att Parada inte bodde i södra Kalifornien, vilket Freese gjorde. Om flera låtar skulle spelas in flög Parada till Kalifornien för att spela in, men vid enstaka låtar fick Freese istället spela trummorna.
The Offspring hade med tidigare albumlanseringar försökt undvika att marknadsföra sig själva för mycket och de tackade oftast nej till att medverka under bland annat pratshower, men detta ändrades i och med lanseringen av Days Go By.
Noodles har sagt att "All I Have Left Is You" innehåller några av de vackraste gitarriff som bandet någonsin har spelat. Holland kommenterade att "All I Have Left Is You" huvudsakligen är uppbyggd runt ett piano, för bandmedlemmarna fick inte låten att låta på det sätt de ville när de spelade den på gitarr. "Cruising California (Bumpin' in My Trunk)" är en låt inspirerad av popmusiken, men Holland ville inte kommentera om den är satirisk eller inte. Noodles har dock sagt att både "Cruising California (Bumpin' in My Trunk)" och "I Wanna Secret Family (with You)" är ironiskt skrivna. Med "OC Guns" inspirerades The Offspring av den mexikanska kulturen och att de försökte mixa mariachi med reggae och få det att låta "kaliforniskt". "Dividing by Zero" och "Slim Pickens Does the Right Thing and Rides the Bomb to Hell" var de sista två låtarna som spelades in och efter de var inspelade sade Noodles till Rock att albumet kändes komplett. Riffen i "Days Go By" har jämförts med de av The Cult, vilket Holland tog som en komplimang.

## Låtlista
Alla låtar är skrivna och komponerade av The Offspring, om inte annat anges. 
| Nr  | Titel                                                        | Längd |
| --- | ------------------------------------------------------------ | ----- |
| 1.  | The Future Is Now                                            | 4:08  |
| 2.  | Secrets from the Underground                                 | 3:10  |
| 3.  | Days Go By                                                   | 4:02  |
| 4.  | Turning Into You                                             | 3:42  |
| 5.  | Hurting as One                                               | 2:50  |
| 6.  | Cruising California (Bumpin' in My Trunk)                    | 3:31  |
| 7.  | All I Have Left Is You                                       | 5:19  |
| 8.  | OC Guns                                                      | 4:08  |
| 9.  | Dirty Magic                                                  | 4:00  |
| 10. | I Wanna Secret Family (with You)                             | 3:02  |
| 11. | Dividing by Zero                                             | 2:22  |
| 12. | Slim Pickens Does the Right Thing and Rides the Bomb to Hell | 2:36  |

| 13. | The Kids Aren't Alright (liveversion) | 3:05 |